# Georgia Dome
El Georgia Dome fue un estadio multideportivo ubicado en la ciudad de Atlanta en Georgia, Estados Unidos. Se utilizaba para los partidos de local de los Atlanta Falcons de la NFL desde 1992, así como de los Georgia State Panthers de fútbol americano universitario desde 2010. Fue demolido en 2017, la final de la NFC entre los Atlanta Falcons y los Green Bay Packers fue el último partido disputado por los Falcons en el que desde 1992 ha sido su estadio, el ganador disputará la Superbowl LI.

## Historia
El Domo de Georgia se inauguró oficialmente el 6 de septiembre de 1992 y desde entonces se ha convertido en el hogar de los Atlanta Falcons de la NFL. En 1994 y 2000 fue la sede de los Super Bowl XXVIII y XXXIV
Además, el Peach Bowl y la final de la Southeastern Conference de fútbol americano universitario se han jugado en el Georgia Dome desde 1992 y 1994 respectivamente. Por otra parte, fue sede de los partidos como local de los Atlanta Hawks de la NBA entre 1997 y 1999, durante la construcción del Philips Arena. También se jugó allí la Final Four del Campeonato de la División I de Baloncesto Masculino de la NCAA de 2002, 2007 y 2013.
En los Juegos Olímpicos de 1996, el Georgia Dome albergó competiciones de gimnasia artística, baloncesto y balonmano.
El 2 de enero de 2006, por las consecuencias del Huracán Katrina sobre el Louisiana Superdome, el Georgia Dome recibió al Sugar Bowl de fútbol americano universitario.
El 27 de marzo de 1998, los Atlanta Hawks recibieron a los Chicago Bulls en el Georgia Dome ante 62,046 espectadores, récord histórico en la NBA.
En el Georgia Dome se han jugado partidos de fútbol desde 2009. En dicho año se enfrentaron las selecciones de México y Venezuela, y los clubes América y AC Milan. En 2010 se enfrentaron América y el Manchester City. En 2011 jugó México contra Bosnia. En 2013 se realizaron dos partidos de la Copa de Oro de la Concacaf: Panamá-Cuba y México-Trinidad y Tobago. En 2014 jugaron allí México y Nigeria ante 68 212 espectadores.
El estadio acogió WrestleMania XXVII el 3 de abril de 2011 con un total de 71,617 espectadores.

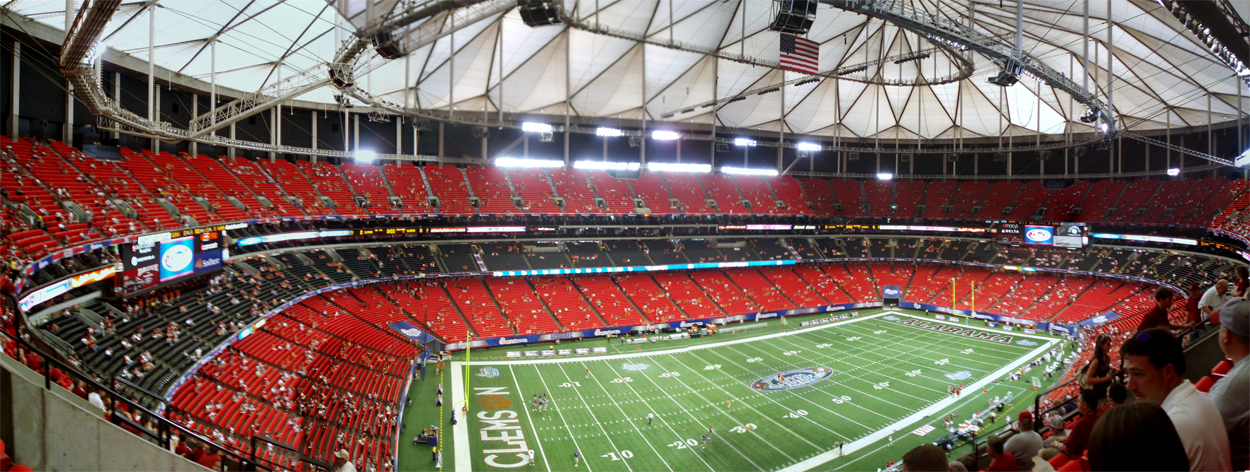
Panorámica del estadio.

## Resultados en eventos de importancia

### Super Bowls
| Fecha               | Super Bowl | Equipo         | Puntos | Equipo           | Puntos | Asistencia |
| ------------------- | ---------- | -------------- | ------ | ---------------- | ------ | ---------- |
| 30 de enero de 1994 | XXVIII     | Dallas Cowboys | 30     | Buffalo Bills    | 13     | 72 817     |
| 30 de enero de 2000 | XXXIV      | St. Louis Rams | 23     | Tennessee Titans | 16     | 72 625     |

### Copa de Oro de la Concacaf 2015
| Fecha       | Fase        | Equipo         |                           | Resultado |                    | Equipo  | Espectadores |
| ----------- | ----------- | -------------- | ------------------------- | --------- | ------------------ | ------- | ------------ |
| 22 de julio | Semifinales | Estados Unidos | Bandera de Estados Unidos | 1 - 2     | Bandera de Jamaica | Jamaica | 40 000       |
| 22 de julio | Semifinales | Panamá         | Bandera de Panamá         | 1 - 2     | Bandera de México  | México  | 40 000       |